# Fox Motor Car Company

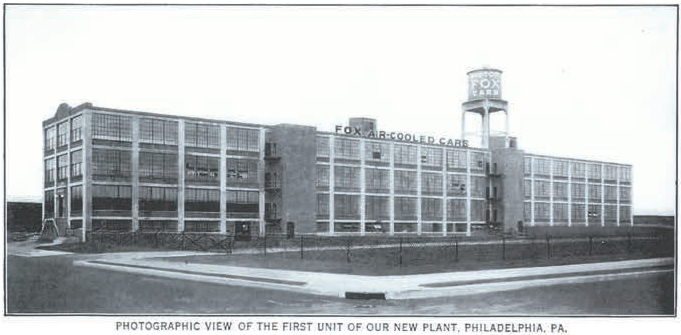
Firmengebäude der Fox Motor Car Company in Philadelphia, 1921

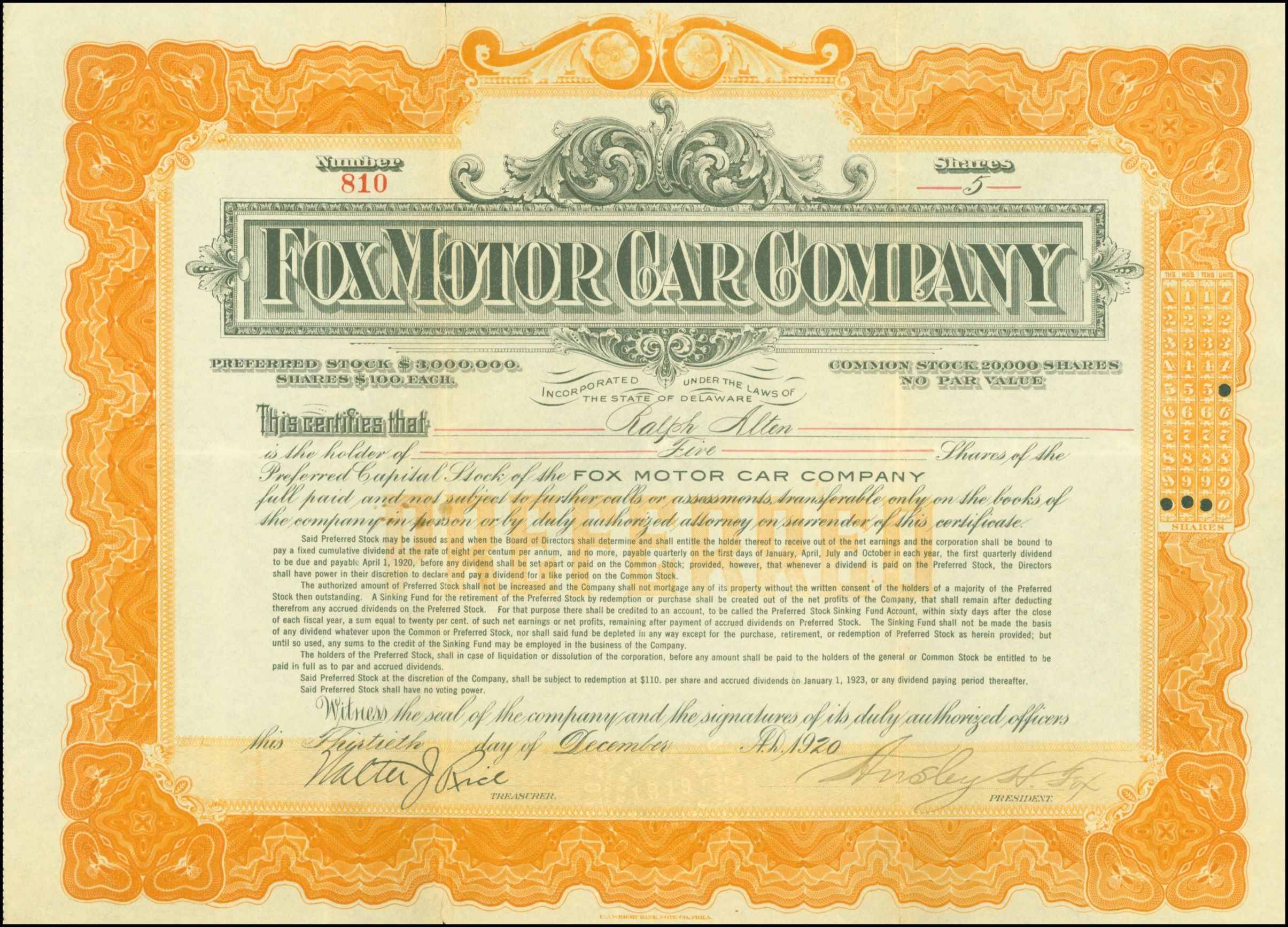
Aktie der Fox Motor Car Company vom 13. Dezember 1920

Fox Motor Car Company war ein US-amerikanischer Hersteller von Automobilen.

## Unternehmensgeschichte

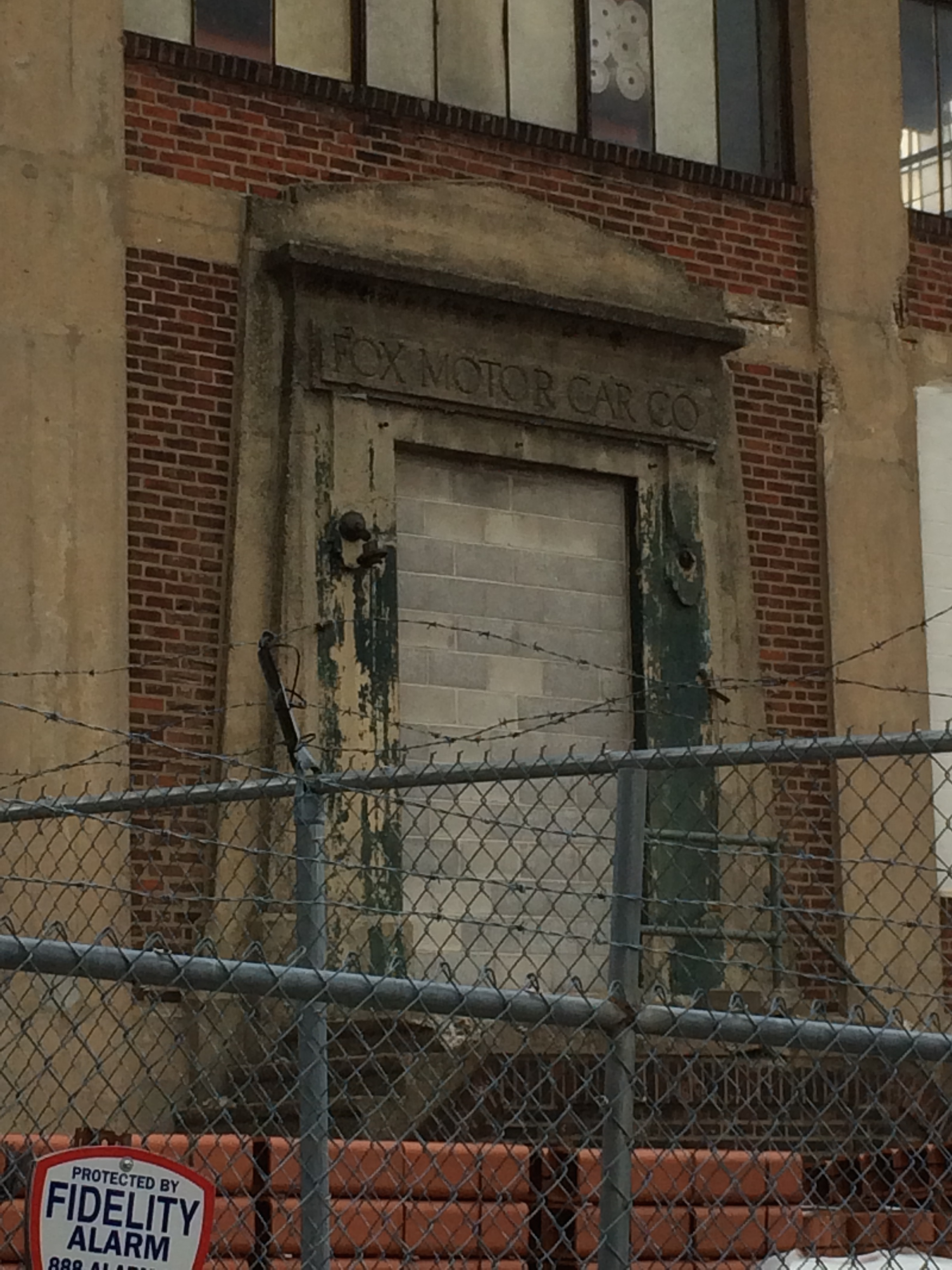
Schriftzug am Gebäude

Ansley H. Fox betrieb bis 1912 die Waffenfabrik A. H. Fox Gun Company. Danach gründete er die Fox Pneumatic Shock-Absorber Company, die Fox Motor Company zur Motorenherstellung, die Fox Automobile Development Company und die Ansley H. Fox Company zur Herstellung von Maschinengewehren während des Ersten Weltkriegs.
Am 21. November 1919 gründete er die Fox Motor Car Company. Der Sitz war in Philadelphia in Pennsylvania. 1920 wurde die Fox Motor Company eingegliedert. Im März 1921 wurde die Fahrzeugproduktion angekündigt. Im ersten Jahr sollten bereits 2000 Fahrzeuge entstehen. Frank H. Golding von der Holmes Automobile Company wurde Generalmanager und Schatzmeister im Juli 1921. H. O. Swanson, der vorher bei der H. H. Franklin Manufacturing Company tätig war, wurde Chefingenieur. Die Produktion von Automobilen begann langsam. Der Markenname lautete Fox. Im Januar 1922 standen Fahrzeuge auf den Automobilausstellungen in New York City, Philadelphia, Chicago, Boston, Pittsburgh und Atlanta. Im Dezember 1923 endete die Produktion. 1924 folgte die Insolvenz. Die Konkurrenz war zu stark.
Schätzungen zur Produktionszahl schwanken zwischen 25 und 3000. Als wahrscheinlich gelten ein paar Hundert.
Eine Reorganisation als Fox Holding Company scheiterte.

## Fahrzeuge

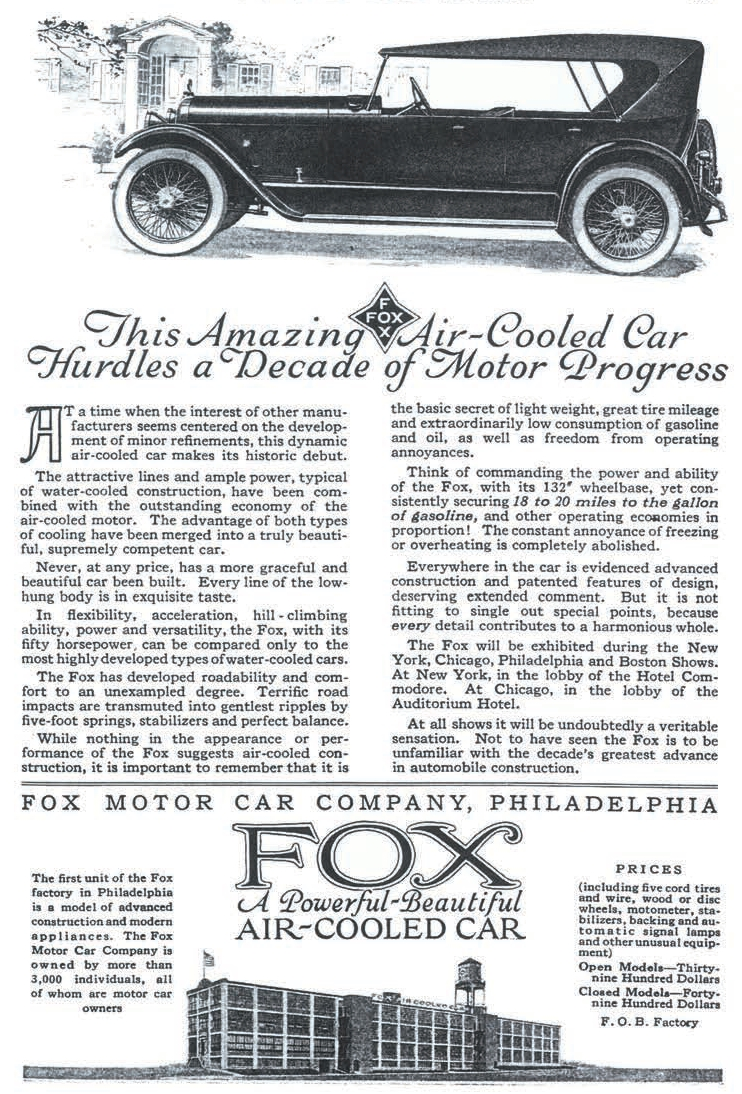
Anzeige vom Januar 1922

Ein besonderes Merkmal der Fahrzeuge war die Luftkühlung der Motoren. Daher wurden sie mit den Fahrzeugen von Franklin verglichen, die allerdings kleiner, schwächer motorisiert und billiger waren. Cadillac wird als Konkurrenz genannt. Alle Motoren waren Sechszylindermotoren mit OHV-Ventilsteuerung, Aluminiumkolben, 4000 cm³ Hubraum und 50 PS Leistung.
Das Sortiment bestand nur aus dem Model A-1. Der Prototyp von 1921 hatte 325 cm Radstand. Er war als offener Tourenwagen karosseriert.
Das Serienmodell von 1922 hatte mit 335 cm ein längeres Fahrgestell. Zur Wahl standen Tourenwagen und Limousine, beide mit fünf Sitzen.
1923 kam ein dreisitziges Coupé dazu.

## Modellübersicht
| Jahr | Modell    | Zylinder | Leistung (PS) | Radstand (cm) | Aufbau                                                   |
| ---- | --------- | -------- | ------------- | ------------- | -------------------------------------------------------- |
| 1921 | Model A-1 | 6        | 50            | 325           | Tourenwagen                                              |
| 1922 | Model A-1 | 6        | 50            | 335           | Tourenwagen 5-sitzig, Limousine 5-sitzig                 |
| 1923 | Model A-1 | 6        | 50            | 335           | Tourenwagen 5-sitzig, Coupé 3-sitzig, Limousine 5-sitzig |

Fahrzeuge Model A-1 der Fox Motor Car Company
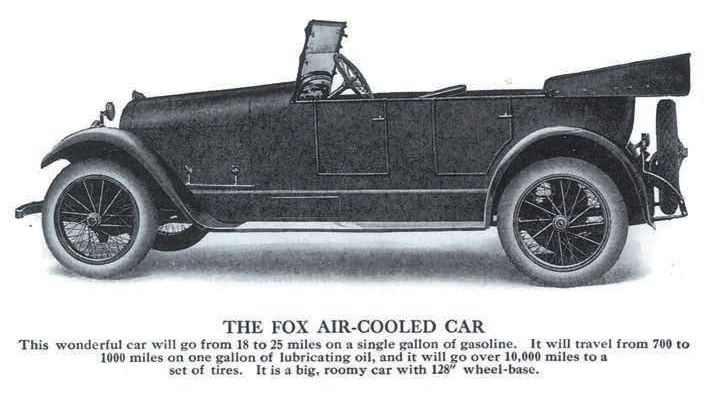
Tourenwagen von 1921
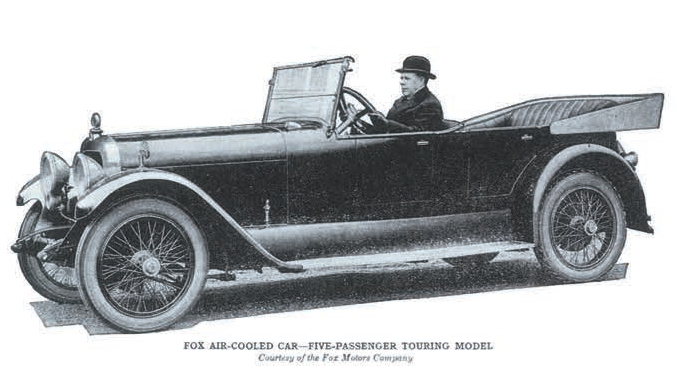
Fünfsitziger Tourenwagen, 1922/23
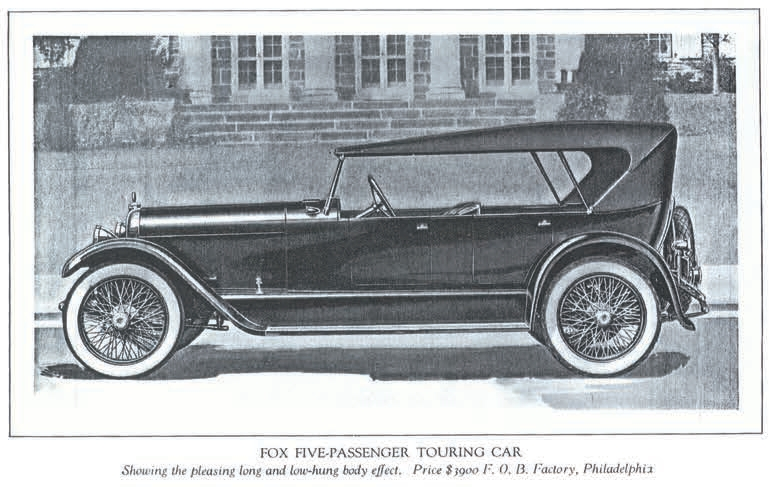
Fünfsitziger Tourenwagen, 1922/23
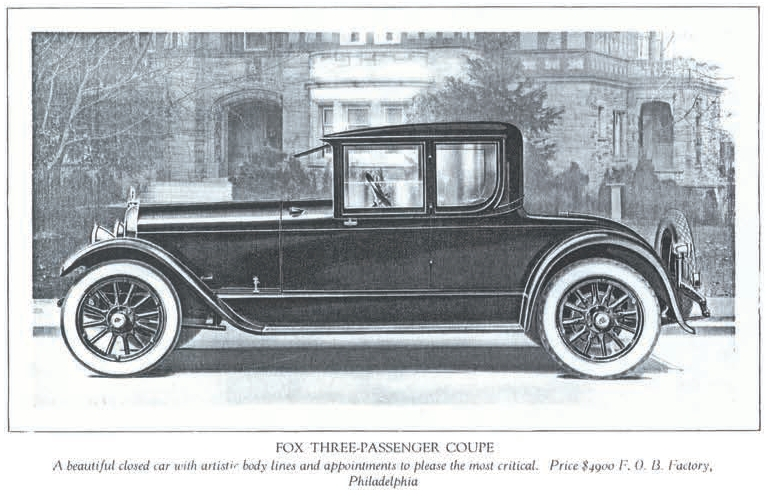
Dreisitziges Coupé von 1923